# Ksenija Atanasijević
Ksenija Atanasijević (Belgrad, Regne de Sèrbia, 5 de febrer de 1894 - Belgrad, República Federal Socialista de Iugoslàvia, 28 de setembre de 1981) va ser la primera dona filòsofa sèrbia important reconeguda, i una de les primeres dones professores de la Universitat de Belgrad, on es va graduar. Va escriure sobre Giordano Bruno, l'antiga filosofia grega i la història de la filosofia de Sèrbia, i va traduir algunes de les obres filosòfiques més importants a la llengua sèrbia, incloses les obres d'Aristòtil i Plató. També va ser una escriptora feminista primerenca sèrbia.

## Biografia
Ksenija Atanasijević va néixer el 5 de febrer de 1894 a Belgrad, la més jove de sis fills del doctor Svetozar Atanasijević i Jelena Atanasijević, que va morir en el part. El seu pare era un metge molt respectat i director de l'Hospital Estatal de Belgrad. La família de la seva mare estava relacionada amb l'advocat de Belgrad i famós escriptor i polític Aćim Čumić. Dotze anys més tard, el seu pare va morir. La madrastra de Ksenija, Sofija Kondić, que era professora a la universitat de la Dona (Visa Zenska škola), a Belgrad, es va convertir en la seva tutora. Kondić estava ben qualificada per continuar l'educació de Ksenija i li va donar les primeres lliçons de filosofia: ella va aprendre ràpidament i amb entusiasme. La família es veié encara sacsejada per una altra tragèdia: el germà gran de Ksenija va morir a la Primera Guerra Mundial. Els millors amics de Ksenija Atanasijević mentre creixia eren el poeta Rastko Petrović i la seva germana, la pintora Nadežda Petrović.

### Estudis
Mentre Ksenija Atanasijević assistia al Liceu (institut), va ser influenciada per Nada Stoiljković, la seva professora de filosofia. Stoiljković va suggerir que Ksenija havia d'estudiar filosofia amb el seu antic professor a Belgrad, Branislav Petronijević, i així, en la tardor de 1918, Ksenija Atanasijević es va convertir en deixebla de Petronijević a la Universitat de Belgrad. Autoritari i exigent, Petronijević era exactament el que necessitava Ksenija en aquell momentː un professor brillant i un dels més famosos filòsofs del seu dia a Sèrbia i en altres llocs, i molt exigent.
L'objectiu de Petronijevic era desafiar els seus alumnes a ser capaços de mantenir una discussió filosòfica amb el seu tutor. Ksenija va ser un dels estudiants més brillants que hi havia hagut mai a la universitat i no va passar gaire temps abans que atragués l'atenció dels més distingits intel·lectuals de Belgrad. Es va graduar el juliol de 1920 amb les més altes qualificacions en la seva classe de graduació, l'obtenció d'un diploma universitari en "la filosofia i els clàssics pura i aplicada". Excel·lent estudiant, va decidir seguir una carrera acadèmica en filosofia i poc després de la seva graduació, va començar a treballar en una tesi doctoral sobre De Triplici minimo de Giordano Bruno. Va anar a Ginebra i a París a buscar treballs filosòfics rars i discutir la seva tesi amb especialistes en la matèria, i el 20 de gener de 1922, va defensar el seu doctorat amb honors a Belgrad davant d'un tribunal d'acadèmic, en què hi havia, entre d'altres, el rector Jovan Cvijić, Mihailo Petrović, Milutin Milankovic, Veselin Čajkanović i Branislav Petronijevic, el seu mentor. Fou la primera dona a obtenir un títol de Doctora en Filosofia a Sèrbia. Tenia llavors 28 anys.

### Reconeixement
El 1924, es va convertir en la primera dona professora universitària en ser nomenada per a la Facultat de Lletres, al Departament de Filosofia de la Universitat de Belgrad, on va ensenyar filosofia clàssica, medieval i moderna i estètica durant dotze anys. Durant la seva carrera de professora fou una feminista compromesa tant en la teoria com a la pràctica. Ella era membre de la Lliga de Dones sèrbies pro Pau i Llibertat, del Moviment de l'Aliança de Dones, i editora de la primera revista feminista al país "El Moviment de Dones" (Zenski Pokret), publicada des de 1920 fins a 1938.
El 1936 va ser expulsada del seu lloc a la universitat per càrrecs inventats de plagi, ja que alguns dels seus col·legues homes que treballaven al seu costat es van sentir amenaçats per les seves habilitats excepcionals. Va ser el resultat d'una reacció a les idees liberals que defensava i promovia i especialment a la seva decisió de no formar part d'una camarilla ideològica acadèmica totalment dominada pels homes. El seu sentit de l'autonomia intel·lectual significava que no només no estava disposada a acceptar les ideologies conservadores que estructuraven l'ensenyament i l'escriptura, sinó que també era capaç de criticar la feina dels seus companys. En el mateix moment l'Encyclopædia Britannica va citar el seu estudi, La doctrina metafísica i geomètrica de Bruno, escrit en francès a París el 1924 com una obra autoritzada sobre un aspecte important i sovint descuidat de la filosofia de Bruno. El seu acomiadament va provocar una protesta considerable a Belgrad entre els intel·lectuals. En una reunió pública en què moltes persones es van pronunciar a favor d'ella, els oradors més destacats van ser el professor de dret Zivojin M. Perić i el poeta Sima Pandurović.

### 1936-1946
Pandurović, que estigué al seu costat durant tot aquest procés, va ser citat en un article de premsa que deia: "Ha estat acusada al ple del Consell Universitari de plagi per un membre de la facultat que no té la més remota idea de filosofia i que ha pres inexplicablement la decisió de defensar la disciplina d'un veritable pensadora".
Malgrat el suport rebut, a Atanasijević mai li va ser restituït el seu lloc com a docent, i va passar la resta de la seva vida laboral -fins a 1941- com a inspectora per al Ministeri d'Educació. La Segona Guerra Mundial va portar problemes i disturbis, fins i tot per a la apolítica Ksenija Atanasijević. Després d'escriure articles contra l'antisemitisme i el nacionalsocialisme, va ser arrestada per la Gestapo el 1942. Després, quan va acabar la guerra, Atansijević va ser detinguda novament, però aquesta vegada pels comunistes de Tito per càrrecs de crims de guerra, com els atribuïts a Veselin Čajkanović i altres per haver ensenyat durant l'ocupació nazi. Un cop alliberada, es va retirar el 1946 després d'un breu període com a empleada de la Biblioteca Nacional de Sèrbia.

## Llegat
Ksenija Atansijević va deixar un important volum de treball, que inclou més de 400 textos, entre ells llibres i assaigs de filosofia, psicologia, història i literatura. El seu interès per la filosofia era ampli i eclèctic, i abastava l'ètica, la metafísica, la lògica, l'estètica i la història de la filosofia. Atansijević és sobretot coneguda per les seves originals interpretacions de l'obra de Giordano Bruno i per la seva "filosofia del sentit" desenvolupada a Filozofski fragmenti (Fragments filosòfics, 1928-1929), considerada per molts com la seva obra més important i significativa.